# Attila Osváth
Attila Osváth (Veszprém, 10 dicembre 1995) è un calciatore ungherese, difensore del Paks.

## Carriera

### Club
Cresciuto nelle giovanili del Veszprém, nel 2011 viene promosso in prima squadra. Dopo due buone stagioni in seconda serie, nell'agosto 2013 viene ceduto al Balatonfüred. Quella stagione, tuttavia, non riuscirà a collezionare alcuna presenza.
Il 25 luglio 2014 si trasferisce al Szigetszentmiklós. Autore di una buona stagione, colleziona in totale 21 presenze in campionato e una presenza in Magyar Kupa.
Nell'estate 2015 passa al Vasas, formazione della massima serie ungherese.
Dopo una stagione e mezzo da riserva, il 24 gennaio 2017 viene ceduto in prestito al Debrecen VSC.

### Nazionale
Dopo aver collezionato 5 presenze e una rete con la Nazionale Under-18, nel 2014 viene convocato dall'Under-20, con cui debutta il 13 ottobre 2014, nell'amichevole Norvegia-Ungheria (2-1).
Nell'agosto 2015 viene convocato dall'Under-21. Il debutto arriva il 12 agosto, nell'amichevole Ungheria-Italia (0-0).
Nell'ottobre 2015 viene convocato dalla Nazionale maggiore.
Esordisce con la massima selezione magiara il 20 marzo 2025 nella sconfitta esterna per 3-1 in Nations League contro la Turchia.

## Palmarès

### Club

#### Competizioni nazionali
- Coppa d'Ungheria: 2

Paks: 2023-2024, 2024-2025